# Blocus autochtone anti-gazoduc de 2020 au Canada
 (janvier 2023).
- Si vous ne connaissez pas le sujet, laissez ce bandeau (vous pouvez alors contacter les auteurs).
- Si vous supprimez le contenu mis en cause (vous pouvez préalablement contacter les auteurs),

argumentez précisément cette suppression dans la page de discussion
(un manque de référence n'est pas un argument ; une recherche réelle de référence doit avoir été effectuée, être formellement documentée).
 (janvier 2023).
La mise en forme du texte ne suit pas les recommandations de Wikipédia : il faut le « wikifier ».
Les points d'amélioration suivants sont les cas les plus fréquents. Le détail des points à revoir est peut-être précisé sur la page de discussion.
- Les titres sont pré-formatés par le logiciel. Ils ne sont ni en capitales, ni en gras.
- Le texte ne doit pas être écrit en capitales (les noms de famille non plus), ni en gras, ni en italique, ni en « petit »…
- Le gras n'est utilisé que pour surligner le titre de l'article dans l'introduction, une seule fois.
- L'italique est rarement utilisé : mots en langue étrangère, titres d'œuvres, noms de bateaux, etc.
- Les citations ne sont pas en italique mais en corps de texte normal. Elles sont entourées par des guillemets français : « et ».
- Les listes à puces sont à éviter, des paragraphes rédigés étant largement préférés. Les tableaux sont à réserver à la présentation de données structurées (résultats, etc.).
- Les appels de note de bas de page (petits chiffres en exposant, introduits par l'outil «  Source ») sont à placer entre la fin de phrase et le point final[comme ça].
- Les liens internes (vers d'autres articles de Wikipédia) sont à choisir avec parcimonie. Créez des liens vers des articles approfondissant le sujet. Les termes génériques sans rapport avec le sujet sont à éviter, ainsi que les répétitions de liens vers un même terme.
- Les liens externes sont à placer uniquement dans une section « Liens externes », à la fin de l'article. Ces liens sont à choisir avec parcimonie suivant les règles définies. Si un lien sert de source à l'article, son insertion dans le texte est à faire par les notes de bas de page.
- La présentation des références doit suivre les conventions bibliographiques. Il est recommandé d'utiliser les modèles {{Ouvrage}}, {{Chapitre}}, {{Article}}, {{Lien web}} et/ou {{Bibliographie}}. Le mode d'édition visuel peut mettre en forme automatiquement les références.
- Insérer une infobox (cadre d'informations à droite) n'est pas obligatoire pour parachever la mise en page.

Pour une aide détaillée, merci de consulter Aide:Wikification.
Si vous pensez que ces points ont été résolus, vous pouvez retirer ce bandeau et améliorer la mise en forme d'un autre article.
Les blocus et manifestations anti-gazoduc de 2020 au Canada constituent une série de protestations contre le projet de construction du gazoduc Coastal GasLink sur les territoires du peuple Wet'suwet'en dans la province de la Colombie-Britannique.

## Le projet et ses contestations
Le gazoduc Coastal GasLink (CGL) a pour objectif d’acheminer du gaz provenant de Dawson Creek, au nord-est de la Colombie-Britannique jusqu’à Kitimat, située au nord-ouest de la province. Il s'agit d'un gazoduc long d’environ 670 km, dont le trajet passe par les territoires ancestraux des peuples autochtones Wet'suwet'en. Parmi l’ensemble des gazoducs construits au Canada, il est celui dont le coût est le plus élevé : de 6,2 à 6,6 milliards de dollars canadiens, selon les sources,.
Voir ici pour une représentation du passage du gazoduc en territoire Wet'suwet'en.
Depuis plusieurs années, ce projet fait l'objet de vives critiques, non seulement au sein des Wet'suwet'en, mais plus largement au Canada et dans le reste du monde, où de nombreuses actions de protestation sont menées par des groupes autochtones ainsi que des militants et des experts, autochtones et allochtones. Les protestations prennent plusieurs formes, notamment des blocages, des campements, des occupations et des marches.

## Les acteurs du projet et de la contestation

### Les Wet'suwet'en
Les Wet’suwet’en constituent un peuple autochtone que les mécanismes de gouvernance divisent en deux groupes : les Wet’suwet’en Nations et les Wet’suwet’en First Nations.
Les Wet’suwet’en First Nations sont formés, en tant que groupe, à la suite de la Loi sur les Indiens de 1876. Ils ont à leur tête des chefs de bande élus, qui soutiennent tous la construction du gazoduc.
Les Wet’suwet’en Nations, quant à eux, sont composés de cinq clans, répartis sur une superficie d’environ 22 000 km2. Dans chaque clan, il y a deux ou trois maisons. C’est au niveau de la maison qu’est nommé un chef héréditaire, selon un processus traditionnel. Au total, il y a 13 maisons, dont quatre sièges de chefs héréditaires vacants. Neuf maisons ont donc un chef héréditaire à leur tête, et huit de ces chefs ont désapprouvé le projet de gazoduc. Seul Samooh (Herb Naziel), chef héréditaire des Kayex (Birchbark house) est demeuré neutre.
Au sein des Wet’suwet’en Nations, des divergences de points de vue font émerger la formation d’une coalition matrilinéaire menée par trois femmes, Gloria George, Darlene Glaim et Theresa Tait-Day. Ces femmes qui, se sont vues privées de leur titre de chef héréditaire à la création de leur coalition, désapprouvent le processus de prise de décision des Wet'suwet'en Nations : elles réclament une plus grande ouverture à la discussion de la part des chefs héréditaires, et déplorent la domination masculine en leur sein. Ces femmes sont favorables à la réalisation de projets sur le territoire Wet’suwet’en. Elles sont toutefois contestées par d’autres femmes, qui soutiennent les chefs héréditaires dans le projet de gazoduc.

### Les principales institutions publiques et politiques canadiennes impliquées dans le projet
Le gouvernement de la Colombie-Britannique est impliqué dans la controverse actuelle car le tracé du gazoduc se trouve entièrement dans sa province. De plus, les manifestations contre le projet ont débuté en Colombie-Britannique, bien avant de s'élargir dans le reste du pays.
Le gouvernement fédéral canadien est concerné par la controverse actuelle en raison de la dimension fédérale et internationale prise par la protestation, ainsi que des engagements du premier ministre Justin Trudeau en faveur de la Réconciliation avec les peuples autochtones du Canada : il est attendu du gouvernement fédéral qu’il se prononce et aide à une sortie de crise.
La Gendarmerie royale du Canada (GRC) est une actrice majeure dans la crise actuelle. Elle est intervenue à plusieurs reprises pour déloger les blocages et occupations des manifestants. Ses interventions armées sont par ailleurs fortement critiquées.
Les cours suprêmes de Colombie-Britannique et du Canada ont rendu plusieurs jugements, de portée contradictoire, sur la poursuite du projet CGL,.

### TC Énergie et les investisseurs dans le projet CGL
TC Énergie (anciennement société TransCanada) est la compagnie chargée de la mise en œuvre du projet CGL Elle est fondée en 1951 afin de construire le gazoduc de TransCanada, qui transporte du gaz provenant des provinces de l’Ouest vers l’Est du Canada. Au fil du temps, la compagnie s’est diversifiée (pipelines, pétrole, production d'électricité) tout en demeurant dans le secteur de l'énergie. En 2019, TC Énergie se défait de la majorité de ses parts dans le projet de gazoduc,; plusieurs investisseurs se sont par conséquent impliqués, notamment Shell Canada, Aimco, et LMG.

## Événements

### Chronologie
La chronologie suivante résume les principaux événements depuis la délivrance de l’injonction judiciaire de la Cour suprême faite à l’entreprise TC Énergie, de mener à terme le projet Coastal Gaslink, :
- 14 décembre 2018 : la Cour suprême de Colombie-Britannique délivre une injonction judiciaire provisoire à Coastal GasLink. Les protestataires sont sommés de libérer le passage pour la compagnie CGL
- 7 janvier 2019 : la GRC démantèle les barrages de protestation en territoire Wet'suwet'en et procède à l'arrestation de 14 personnes autochtones
- 31 décembre 2019 : la Cour suprême de Colombie-Britannique délivre une seconde injonction judiciaire interdisant aux Wet'suwet'en d'approcher le périmètre du chantier de construction
- 5 janvier 2020 : les négociations entre le gouvernement de Colombie-Britannique et les chefs héréditaires débouchent sur une impasse
- 8 janvier 2020 : les Wet'suwet'en en appellent à un mouvement de protestation solidaire à travers le Canada
- 6 février 2020 : les barrages ferroviaires se mettent en place à travers le Canada
- 10 février 2020 : la GRC procède au démantèlement de barrages et à l'arrestation de 47 protestataires
- 21 février 2020 : le premier ministre canadien Justin Trudeau demande l'arrêt des blocages et l'application des injonctions judiciaires de Colombie-Britannique
- 22-26 février 2020 : nouvelles vagues de protestation à travers le Canada
- 27 février 2020 : nouvelles négociations entre les chefs héréditaires et le gouvernement fédéral; les activités de CGL sont suspendues.
- 1er mars 2020 : l'annonce d'un possible accord par un chef héréditaire déclenche une nouvelle vague de protestations.
- Depuis mi-mars 2020 : les protestations sont suspendues en raison de la pandémie de Covid-19. La construction du gazoduc considérée comme une activité essentielle, se poursuit.

### Évolutions récentes
Le 27 février 2020, la ministre fédérale des Relations Couronne-Autochtones Carolyn Bennett, et le ministre des Relations autochtones et de la Réconciliation de la Colombie-Britannique Scott Fraser entament des négociations avec les chefs héréditaires Wet’suwet’en. Ces négociations permettent un apaisement du conflit : la GRC évacue le chemin menant au chantier du gazoduc Coastal GasLink, les activités de construction sont interrompues et les chefs héréditaires s'engagent à lever les barricades sur leurs territoires, « pour que leurs invités puissent passer », tout en encourageant les manifestants soutenant leur cause à lever leurs barricades également. Toutefois, des appels à protester sont formulés par certains acteurs insatisfaits,.
Toutefois, alors que les mobilisations contre le projet de gazoduc sont interrompues en raison de l’arrivée de la pandémie de Covid-19 au Canada, la construction du gazoduc reprend. Alors que CGL annonce le 31 mars 2020 prendre des mesures de protection de leurs équipes et des communautés environnantes, les manifestants envisagent de poursuivre leur mobilisation en ligne.

### Protestations par province
Les protestations contre le projet s'étendent à plusieurs endroits au pays. Ci-dessous sont détaillées les plus importantes par province. 

#### Colombie-Britannique
- Vancouver : l'entrée du port de Vancouver est bloquée du 8 au 10 février. À la suite d'une injonction, la police intervient le matin du 10 et procède à 48 arrestations[18]. Le port est de nouveau bloqué les 24 et 25 février. La police intervient de nouveau et procède à 6 arrestations[19].
- Victoria : le discours du Trône de la Colombie-Britannique est prononcé pendant que des manifestants scandent des slogans anti-gazoduc[20]. Des manifestants occupent l'entrée extérieure de l'Assemblée législative de la Colombie-Britannique[21],[22].

#### Ontario
- Tyendinaga : des Mohawks de la communauté de la baie de Quinte bloquent la voie ferrée du Canadien National à partir du 6 février[23]. La Police provinciale de l'Ontario intervient le matin du 24 février et un premier train parvient à passer[24]. Les passages subséquents sont toutefois perturbés par les manifestants, dont certains allument des feux à proximité des rails[25].

#### Québec
- Kahnawake : des Mohawks bloquent la voie ferrée du Canadien Pacifique à partir du 10 février. Le blocage entraîne l'arrêt de la ligne de train de banlieue Exo 4 - Candiac[26]. L'entreprise ferroviaire obtient une injonction judiciaire pour lever la barricade le 25 février[27]. Les manifestants refusent de démanteler et la barricade est renforcée[28]. Le blocage est levé par les manifestants le 5 mars[29].

- Kanesatake : des Mohawks bloquent la route 344 le 24 février[30].

- Listuguj : des Micmacs bloquent une voie ferrée de la Société du chemin de fer de la Gaspésie à partir du 10 février. Le gouvernement du Québec obtient une injonction judiciaire pour défaire le barrage le 25 février[31]. Le blocage est levé par les manifestants le 5 mars[29].

- Saint-Lambert : À partir du 19 février, un blocage est maintenu pendant plus de trois jours sur la voie ferrée du Canadien National au croisement de la rue Saint-Georges (45° 30′ 12″ N, 73° 29′ 37″ O) [32]. La circulation sur la ligne de train de banlieue Exo 3 - Mont-Saint-Hilaire ainsi que des trains commerciaux est interrompue. Le campement est abandonné après des pressions policières menaçant d'appliquer par la force une injonction judiciaire[33]. Dans leur déclaration de départ, les occupants appellent à « bloquer par tous les moyens : ports, ponts, routes et rails. Maintenant. Partout. »[34].

## Aux racines du rejet du projet CGL
La mobilisation autochtone contre le projet de gazoduc s’inscrit dans une histoire de résistance à la dépossession des terres, de rejet d’une objectification de la nature conduisant à des projets extractivistes, et de la construction d’alliances entre peuples autochtones du monde entier.

### Colonialisme de peuplement et dépossession des terres
La résistance au projet de gazoduc prend appui sur la souveraineté des chefs héréditaires Wet’suwet’en sur leurs terres, reconnue par un ensemble de textes juridiques,. Ces textes juridiques récents s’inscrivent en contradiction avec le colonialisme de peuplement, qui est constitutif du Canada: le Canada s’est construit, à partir la doctrine coloniale terra nullius, sur la dépossession des terres des Premières Nations, par la déportation et l’éviction. L’extractivisme relève d’une seconde vague de dépossession des terres, par l’accaparement des ressources naturelles,.

### Le rejet autochtone d’une objectification de la nature
La protestation contre le projet de gazoduc s’inscrit de plus dans un mouvement de résistance, autochtone et international, au modèle occidental d’appropriation de la nature,,, qui se décline dans des projets extractivistes, et dont la domination est attribuée à une logique coloniale, impérialiste et capitaliste. Les mouvements autochtones dénoncent une ontologie occidentale mortifère qui construit l’extériorité de l’homme face à l’environnement, et la nature comme objet,,. Julia Suárez Krabbe dénonce ainsi le « projet de mort » qui repose sur l’ensemble des « moyens systémiques par lesquels le colonialisme impose la guerre, le génocide, l'epistémicide, les attaques continues contre la nature, et la marchandisation et le brevetage de la vie (comme dans l'eau ou les semences) ». Ce qui est en jeu dans la résistance des Wet’suwet’en, c’est la préservation d’un mode de vie renvoyant à une ontologie autochtone menacée par un projet extractiviste.

### Les alliances autochtones internationales
La protestation contre le projet de gazoduc repose sur la construction d’alliances autochtones en résistance contre une expérience partagée d’oppression. Au Canada, cette protestation fait écho à d’autres mouvements récents, opposant des Premières Nations à des projets de construction et d’extraction sur leurs terres, comme la crise d’Oka en 1990, la crise d'Ipperwash de 1995, les manifestations des Algonquins de Lac Barrière contre l'entreprise minière Copper One des années 2010, et les manifestations de la communauté Elsipogtog contre l'entreprise gazière SWN Resources impliquée dans les gaz de schiste. Au-delà du Canada, la protestation Wet’suwet’en fait écho à d’autres mouvements, comme celui de la communauté Wixarika, de l'ouest de la Sierra Madre au Mexique, manifestant en 2014 contre une réforme agraire et réclamant, depuis des décennies, le respect de la souveraineté sur leurs terres.
Ces dernières décennies, les peuples autochtones du Canada ont participé à la construction d’alliances internationales de peuples autochtones (on compte près de 370 millions d'autochtones répartis dans 90 pays et sur tous les continents) : différents groupes et organisations travaillent à faire valoir les intérêts communs des peuples autochtones, comme l'Instance permanente des Nations unies sur les questions autochtones (UNPFII), l'alliance Survival International, et le Réseau environnemental autochtone. À travers une série de déclarations, ces groupes et organisations exigent notamment le respect de leur souveraineté sur leurs territoires et s’opposent à un système économique capitaliste et extractiviste. La protestation Wet’suwet’en est aussi une protestation solidaire des autres peuples autochtones.

## Le CGL, la GRC et les chemins de fer comme emblèmes de l’histoire coloniale canadienne
Le projet de gazoduc peut-être considéré comme emblématique du capitalisme et du colonialisme canadiens. Le conflit autour du gazoduc s’inscrit dans une histoire coloniale longue, façonnée par des « hardware » (qui reposent sur l’usage de la force) et des « software » (qui facilitent et accompagnent l’usage de la force) du colonialisme, tels que, respectivement, la GRC et les chemins de fer.

### Le CGL et l'économie politique canadienne
L'économie politique est historiquement axée sur l’exploitation de ressources naturelles, notamment l’extraction d’hydrocarbures sur les territoires de peuples autochtones. En particulier, la Colombie-Britannique, à la fois une des provinces les plus riches du pays en termes de PIB par habitant et celle liée au projet de gazoduc CGL a joué un rôle clé à la fois dans l’essor économique du Canada à partir de l’exploitation de ressources naturelles, et dans la colonisation des Premières Nations. Bien que rentable, ce régime d'exploitation des ressources favorise « les acteurs extractivistes au détriment des acteurs tiers » c'est-à-dire, dans l'histoire canadienne, les peuples autochtones, qui ont été évincés des terres leur appartenant.
Dans le projet de gazoduc CGL les acteurs tiers sont les peuples Wet'suwet'en. Les arguments avancés par les Wet'suwet'en opposés au projet et les Canadiens ralliés à leur cause sont que le projet de gazoduc de CGL contribuerait à déposséder davantage les communautés autochtones de leur environnement par l'extraction de ressources naturelles. En d'autres termes, il s'agirait d'un projet extractiviste qui participe d’un écocide, menaçant la survie des Wet'suwet'en en tant que peuple.

### La GRC actrice de l'oppression coloniale
Le conflit autour du projet de gazoduc met en premier plan la GRC. Les opposants au projet de gazoduc reprochent à la GRC l’emploi de la force vis-à-vis de protestataires souverains sur leurs terres. Le 6 février 2020, la GRC est ainsi intervenue, en application d’une injonction de la Cour suprême de Colombie-Britannique, pour permettre l’accès au chantier du pipeline. Les gendarmes ont démantelé les barricades des manifestants et procédé à l’arrestation de militants. Les forces policières ont également créé une zone d’exclusion de 27 kilomètres autour du site de protestation du clan Gidimt’en sur le territoire Wet’suwet’en en plus du contrôle des 60 kilomètres de la route de service Morice River Forest qui longe le chantier. Enfin, cette même journée, 60 policiers armés de la GRC accompagnés de chiens ont perquisitionné le camp du clan Gidimt’en également opposé au projet. Depuis cette date, la présence de la GRC sur le territoire Wet’suwet’en a été maintenue.
La GRC est une institution majeure de l’histoire coloniale du Canada et de la dépossession des terres des Premières Nations. Représentée par l’icône d’une police montée avec un uniforme rouge et bleu marin, elle fut créée en 1920 par une loi fusionnant la Police à cheval du Nord-Ouest (P.C.N.-O.) et la Police du Dominion dont le quartier général s’installe à Ottawa. Or, ces forces policières ont joué un rôlé clé dans le déplacement et l’oppression des Premières Nations depuis le 19e siècle. Freda Huson, fondatrice du centre de soin Unist’ot’en situé à proximité du camp de protestation, explique : « Selon notre expérience, la GRC a été créée par le gouvernement fédéral pour déposséder les peuples autochtones de leurs terres ». Récemment, l’inaction des forces policières a été pointée du doigt dans les disparitions et assassinats de femmes autochtones, qui sont par ailleurs sont aggravées par les projets de construction de pipelines.
Les interventions de la GRC face au conflit avec le peuple Wet’suwet’en sont enfin critiquées pour ce qu’elles signifient de l’exercice du pouvoir politique. L’intervention armée contredit le discours de Réconciliation du gouvernement fédéral. Cette intervention signale également les contradictions des décisions juridiques canadiennes : les injonctions de la Cour suprême de la Colombie-Britannique en faveur du projet contredisent la décision Delgamuukw c. Colombie Britannique de la Cour suprême canadienne qui reconnaît aux chefs héréditaires Wet’suwet’en de pouvoir disposer de leurs terres.

### La symbolique des barrages ferroviaires
En solidarité avec les militants Wet’suwet’en, des barrages ferroviaires se sont multipliés au Canada. Les barrages ferroviaires sont d’ailleurs un leitmotiv des pratiques contestataires autochtones; ils ont par exemple été mis en œuvre lors de la crise d’Oka en 1990.
La cible du réseau ferroviaire s’explique par son rôle symbolique au Canada. Emblème de la construction du pays, les chemins de fer canadiens ont joué un rôle important dans la colonisation du Canada et la dépossession des terres des Premières Nations. Le tracé de ces chemins de fer, à travers plusieurs territoires autochtones, a conduit à déplacer de force – et avec l’appui de la GRC – des communautés autochtones et a perturbé les écosystèmes locaux.
Les chemins de fer ont ensuite encouragé l’établissement d’immigrants européens dans ces territoires nouvellement accessibles, menaçant davantage le mode de vie des communautés autochtones locales et détruisant leur environnement. Le chemin de fer a également joué un rôle dans le déplacement rapide des effectifs de la GRC en vue de répondre aux rébellions autochtones, comme lors de la Rébellion de la rivière Rouge des Métis en 1869-1870.

## Les fondements juridiques de l'opposition au gazoduc
Les opposants au projet de gazoduc rejettent celui-ci sur des bases juridiques. La crise actuelle est de plus liée à un ensemble de questions juridiques en suspens.

### La reconnaissance juridique de la souveraineté des Wet’suwet’en sur leurs terres
La souveraineté des peuples Wet'suwet'en sur leurs terres est en effet reconnue par trois textes :
- La Loi constitutionnelle de 1982 : dès le rapatriement de la Constitution du Canada en 1982, les droits des autochtones sont reconnus juridiquement : l’article 35(1) de la constitution de 1982 confirme les droits existants – ancestraux ou issus de traités de peuples autochtones du Canada.
- L'arrêt Delgamuukw contre Colombie-Britannique : c'est une décision judiciaire rendue en 1997 par la Cour suprême du Canada, qui avait été appelée à statuer par les Wet’suwet’en. Cette décision établit que :
  - Le gouvernement provincial n’a pas le droit d’éteindre les droits de propriété des peuples autochtones sur leurs territoires ancestraux
  - Le titre autochtone garantit le droit exclusif des peuples autochtones sur leur territoire; la reconnaissance du titre autochtone est affirmée en tant que « droit autochtone existant » en vertu de l’article 35 de la Loi constitutionnelle de 1982. Ces droits sont toutefois assortis de conditions : afin de continuer à détenir un titre ancestral sur un territoire[9], la nation autochtone doit avoir occupé ce territoire avant la déclaration de la confédération canadienne et jusqu'à aujourd’hui, ou bien pouvoir faire la démonstration d’un lien substantiel avec ce territoire au fil des ans ; de plus, la nation ne peut réclamer la souveraineté sur un territoire pour en faire un usage contraire à l’attachement revendiqué par le groupe sur ces terres.
- La Déclaration des Nations unies sur les peuples autochtones : les articles 9, 18, 19 de la déclaration des Nations unies sur les droits des peuples autochtones, entérinée par le Canada en 2007[42], confirment le droit des autochtones d'appartenir à une communauté autochtone ; le droit de participer à la prise de décisions sur des questions qui peuvent concerner leurs droits, par l’intermédiaire de représentants qu’ils ont eux-mêmes choisis conformément à leurs propres procédures ; le droit de conserver et de développer leurs propres institutions décisionnelles ; ainsi que le droit à une consultation légitime entre les institutions représentatives traditionnelles des peuples autochtones et les États[42].

Selon les lois canadiennes et internationales, les peuples Wet’suwet’en jouissent donc d’un droit exclusif sur leur territoire. C’est en référence à ces textes que sont dénoncées les interventions de la GRC et l’appui du gouvernement de la Colombie-Britannique à la mise en œuvre du projet de gazoduc.

### Les questions juridiques en suspens
La crise actuelle est le résultat de contradictions juridiques et de questions non résolues.
Les textes juridiques susmentionnés n’ont pas été reconnus par les institutions de Colombie-Britannique. La Cour suprême provinciale a ainsi émis une injonction permettant à la compagnie TC Énergie de poursuivre les travaux d’implantation d’un gazoduc sur le territoire des Wet'suwet'en, en dépit de l’opposition des chefs héréditaires détenteurs des titres ancestraux à ce projet. Ceux-ci ont adressé, en vertu de leurs droits exclusifs sur leur territoire, une lettre d’éviction à TC Énergie, qui n’a pas été suivie d’effets,.
Face à cette crise, les deux ordres de gouvernements fédéral et provincial ne se sont pas entendus sur la question de savoir qui a l’autorité d’agir, alors qu’il n’existe pas de cadre de résolution des conflits liés aux questions autochtones. Cette absence de cadre est critiquée, en ce qu'elle permettrait aux différents paliers gouvernementaux de se défausser de leurs responsabilités, ouvrant dans le même temps une brèche à l’entreprise TC Énergie pour la conduite de son projet de gazoduc.
Enfin, le conflit actuel est le résultat d’une dualité des dispositifs de gouvernance et des mécanismes de représentation des Wet’suwet’en, abordé dans la section suivante.

## Le blocus autochtone et la mise en lumière des défaillances des dispositifs de gouvernance
L'opposition au projet CGL met en lumière les défaillances des dispositifs de gouvernance impliquant différentes parties prenantes.

### La dualité des modes de gouvernement du territoire Wet’suwet’en
La crise actuelle est notamment le résultat de la dualité des modes de gouvernement du territoire Wet’suwet’en : les conseils de bande en faveur du projet et représentant les Premières Nations Wet’suwet’en d’une part, et les chefs héréditaires opposés au projet et représentant le peuple Wet’suwet’en d’autre part.
Les conseils de bande et les chefs héréditaires tiennent leur pouvoir de textes juridiques concurrents. La Loi sur les Indiens, de 1876, fournit le cadre légal définissant d’une part les relations entre le gouvernement et les Premières Nations, et d’autre part le gouvernement des réserves. Cette loi dispose que les réserves indiennes doivent être administrées par un chef et un conseil de bande élus au suffrage universel, payés par le Ministère des Affaires indiennes. Quant aux chefs héréditaires, ceux-ci détiennent les droits d’utilisation de leurs territoires de la Loi constitutionnelle de 1982, la Déclaration des Nations unies sur les peuples autochtones et l'arrêt Delgamuukw c. Colombie-Britannique. Les chefs héréditaires sont enfin investis de l’autorité ultime en tant que dépositaires légaux par des textes de Premières Nations.
La Loi sur les Indiens est rejetée par les chefs héréditaires et leurs alliés pour être coloniale et contraire au droit constitutionnel à l’auto-gouvernance, et en tant qu’elle impose une structure politique et un mode de propriété des terres en rupture avec les souverainetés ancestrales et les cultures des Premières Nations. Les chefs héréditaires et leurs alliés dénoncent un dispositif mis en place pour faciliter la dépossession des territoires des Premières Nations et diviser celles-ci. De fait, les conseils de bande sont généralement favorables aux projets des industries extractives : parmi les 634 Premières Nations du Canada, environ 400 désireraient travailler en collaboration avec les industries de ressources naturelles. Des alliances ont été créées afin de militer activement pour le développement des ressources pétrolières et gazières dans les communautés, notamment en vue de créer des emplois pour vaincre la pauvreté dans les réserves. Ces alliances sont par exemple la National Coalition of Chiefs, une communauté de chefs des Premières nations et de chefs métis pro-développement, la Wet’suwet’en Matrilineal Coalition (WMC) et le First Nation LNG Alliance qui soutiennent le développement du gaz naturel liquéfié en Colombie-Britannique. De leur côté, les conseils de bande dénoncent l’absence d’assise légale de l’autorité des chefs héréditaires.
Les négociations mises en place par le gouvernement provincial et TC Énergie pour la construction du projet de gazoduc ont exclu les chefs héréditaires. TC Énergie a obtenu une permission pour la construction du gazoduc, auprès d’une vingtaine de conseils de bande Wet’suwet’en, sous la forme d’ententes signées.  Or, ces négociations ont provoqué une véritable crise entre chefs de bandes et chef héréditaires,. Les chefs héréditaires remettent en cause ces négociations: ces dernières, qui entrent en contradiction avec la décision Delgamuukw c. Colombie-Britannique délivré par la Cour suprême du Canada, compromettent l’exercice de la souveraineté sur leurs territoires non cédés par les chefs héréditaires et s’inscrivent dans la continuité d’une histoire de dépossession des terres – le philosophe Michel Seymour parle à ce sujet de « recolonisation ». Des voix s’élèvent aujourd’hui pour la mise en place d’un système de gouvernance qui reconnaisse les deux instances.

### L’asymétrie des ententes signées
Les ententes signées entre le conseil de bande et TC Énergie sont elles-mêmes controversées. Ces ententes signées seraient tout d’abord peu transparentes, car rédigées dans un langage ardu et peu accessible. De plus, ces ententes contiendraient des clauses défavorables aux Premières Nations. En particulier, il aurait été exigé des conseils de bande de dissuader les Wet’suwet’en de faire tout ce qui pourrait « entraver, gêner, frustrer, retarder, arrêter ou interférer avec le projet, les entrepreneurs du projet, les autorisations ou tout processus d'approbation ». Cette clause empêcherait ainsi les communautés autochtones de prendre part à toute campagne médiatique ou sociale. Des élus des conseils de bande ont déploré la déshumanisation que signifieraient ces clauses : « Pour moi, cela démontre qu’ils ne pensent pas vraiment que nous sommes entièrement des êtres humains, » affirme par exemple l’élue d’un conseil de bande, Nicholette Prince. Enfin, les compensations monétaires promises par la compagnie auprès des Wet’suwet’en provenant de fonds publics, le soutien apporté par TC Énergie aux Wet’suwet’en est remis en cause. Ces critiques des ententes signées entre des compagnies du secteur de l’énergie et des Premières Nations sont par ailleurs fréquentes, et mettent en évidence l’asymétrie des rapports de force entre ces deux groupes.  

## La remise en cause de l'action publique canadienne

### Les effets génocidaires de long terme des politiques canadiennes
Le soutien apporté au projet de gazoduc s'inscrit dans un ensemble de politiques publiques canadiennes, qui est selon certains de ses opposants aux effets génocidaires pour les Premières Nations.
Le gazoduc relève d'un projet extractiviste d'exploitation des ressources naturelles. Ce projet extractiviste a, selon ses opposants, des effets écocidaires, c'est-à-dire de destruction irréversible de l’environnement. Le projet de gazoduc participe en outre d'un génocide reproductif, c’est-à-dire qu’il menace la perpétuation des Wet'suwet'en en tant que peuple, en raison d'une insécurité alimentaire accrue ainsi que d’un rétrécissement des terres disponibles et de la pollution et de l’épuisement de celles-ci,. Dans l’histoire canadienne récente, d'autres projets extractivistes ont contribué à restreindre les ressources disponibles aux Premières Nations canadiennes. Dans les années 1970, le barrage de la Baie-James construit par Hydro-Québec, a ainsi détruit des écosystèmes et une vie marine indispensable aux populations autochtones locales, forcées de migrer. À la même époque, la nation ojibwée a vu son activité de pêche détruite à la suite des déversements d’une compagnie minière financée par le gouvernement ontarien. Les Wet’suwet’en opposés à la construction du gazoduc mettent ainsi en avant les menaces que celui-ci représente pour la préservation de leur mode de vie et de leur environnement et plus largement, pour les Premières Nations du Canada dans leur ensemble,.
Enfin, le troisième génocide impliqué est celui des femmes autochtones, dont les disparitions et assassinats, reconnus comme génocide par la Commission nationale d’enquête sur ce sujet, se sont accrus ces dernières années à proximité de sites extractivistes. Le rapport de cette commission établit en effet que « les camps de travail, ou "camps d'hommes", associés à l'industrie d'extraction des ressources sont impliqués dans des taux plus élevés de violence contre les femmes autochtones dans les camps et dans les communautés voisines ». Dans le cas du gazoduc de Coastal Gaslink, le risque de disparition et d’assassinat est associé à la construction d’un campement de travailleurs qui devrait abriter 400 personnes – principalement des hommes. Ce campement serait situé non loin de la route 16, connue sous le nom de « Route des larmes ». Cette route, qui relie Prince Rupert à Prince George, a été le site d’une douzaine de féminicides et de disparitions restées irrésolues.  Les opposants au projet de gazoduc craignent donc pour la vie des femmes vivant sur le territoire wet’suwet’en.

### La mise à l’épreuve de la Réconciliation
La construction du gazoduc et l’opposition que celle-ci suscite mettent à l’épreuve la politique de Réconciliation canadienne.
Dans son budget de 2016, le Canada a alloué 8,4 milliards de dollars sur cinq ans pour la mise en œuvre du programme de Réconciliation.Celui-ci devait inaugurer une nouvelle ère de relations avec les populations autochtones. Le premier ministre Justin Trudeau avait commencé son premier mandat par des excuses, et la reconnaissance du traumatisme que le gouvernement canadien avait infligé aux populations autochtones dans le passé, notamment via les pensionnats autochtones. Le gouvernement canadien avait affirmé vouloir maintenir une politique de transparence et établir une relation fondée sur la reconnaissance des droits, le respect, la collaboration et le partenariat.
Or, les opposants à la construction du gazoduc mettent en avant l’absence de transformation des relations entre le gouvernement canadien et les Premières Nations. La GRC a fortement réprimé la protestation au projet et protégé les intérêts de CGL sur le territoire Wet’suwet’en. Fin 2019, des documents de la GRC indiquent que la direction de celle-ci approuve l’usage de la force létale contre les protestataires. Assurant la mise en œuvre de l’injonction de la Cour suprême de la Colombie-Britannique, la GRC a ensuite interdit d’approcher de moins de 10 mètres toute personne ou véhicule rattachés au pipeline CGL sur le territoire Wet’suwet’en. La GRC a enfin « mis en place une zone d’exclusion qui empêche l’accès au territoire selon des critères flous et variables aux journalistes, habitants, avocats, et aux personnes venues en soutien ».
Le passage en force de construction signale donc un découplage des pratiques et des discours politiques : d’un côté, le premier ministre Trudeau recourt au discours de réconciliation et en appelle au dialogue ; d’un autre côté, l’exercice de la violence policière est autorisé contre un peuple pourtant reconnu comme souverain sur son territoire – et face auquel le premier ministre reste inactif. En réaction à la répression policière, des opposants ont ainsi lancé le hashtag #reconciliationisdead.
Plus largement, de nombreux opposants au projet CGL dénoncent la poursuite de la colonisation des Premières Nations par la dépossession de leurs terres et la destruction de leur environnement. Ces opposants questionnent les fondements même de la Réconciliation : cette dernière suppose que la colonisation est un événement délimité dans le temps, que l’on peut clore par une décision politique. Au contraire, les opposants dénoncent cette colonisation comme étant un processus aux effets structurants de long terme, produisant des sociétés racialisées et coloniales, dans lesquelles les peuples colonisés sont opprimés. Le racisme est ainsi enraciné dans les institutions, et reproduit par les décisions administratives et politiques.

## Impacts et réactions

### Opinion publique
Selon les résultats d'un sondage publié par Ipsos le 25 février 2020, 63 % des Canadiens supportent une intervention policière pour mettre fin aux blocages, tandis que 26 % s'y opposent. De plus, 60 % des Canadiens sont en opposition à ces blocages.

## Les résistances contre le projet du gazoduc

### Les alliances contre le projet du gazoduc
Les protestations contre le projet pipelinier de CGL sur les terres traditionnelles Wet’suwet’en ont mis en lumière l’existence d’alliances entre groupes autochtones. Les Gitxsans, nation voisine des Wet'suwet'en, sont un allié historique de ces derniers. Le 24 février 2020 sur un site de protestation au gazoduc près de New Hazelton, la GRC a arrêté 14 personnes, dont trois chefs héréditaires gitxsans. Les partisans de la protestation près de New Hazelton, composé des Wet’suwet’en et des Gitxsan, ainsi que des non-autochtones, ont bloqué la circulation sur la route 16 pendant huit heures pour exiger la libération des chefs. En solidarité avec les Wet’suwet’en opposés au gazoduc, d’autres alliances se sont constituées. En Colombie-Britannique, l’Union des chefs autochtones de la province, soutenue par l’association des libertés civiles de la Colombie-Britannique (BCCLA), a critiqué l’occupation de la GRC sur le territoire Wet’suwet’en. À travers le Canada, d’autres alliances ont pris parti contre le projet de gazoduc, comme la réserve indienne des Six Nations composées des Mohawks, des Cayugas, des Onondagas, des Onneiouts, des Senecas et des Tuscaroras ; la communauté de Listuguj, en collaboration avec le gouvernement Listuguj Miꞌgmaq ; et l’Indigenous Cultural Alliance. Enfin, des peuples autochtones ont protesté en solidarité avec les Wet'suwet'en opposés au projet pipelinier comme les Mohawks du territoire de Kahnawake, qui ont conduit des barrages ferroviaires.
La résistance canadienne au gazoduc est aussi non autochtone. Les groupes environnementalistes sont particulièrement actifs.Dans une démonstration de solidarité à Montréal, des militants d’Extinction Rébellion Québec ont ainsi déclaré avoir occupé les bureaux des ministres fédéraux Mélanie Joly, Marc Garneau, Marc Miller et David Lametti le lundi 10 février 2020 afin de demander de mettre un terme au projet de Coastal GasLink. Le 18 février, environ 200 personnes ont défilé au centre-ville de Winnipeg afin d’offrir leur soutien aux chefs héréditaires Wet'suwet'en opposé au projet du gazoduc en Colombie-Britannique. Le groupe environnementaliste The Wilderness Committee était l’un des principaux organisateurs de la marche.
Parmi les Canadiens mobilisés, les jeunes étaient très représentés et ont fait l’objet d’une importante attention médiatique. Des rassemblements dirigés par les jeunes tels que Indigenous Youth and Allies for Wet'suwet'en ont apporté leur soutien. Les écoles secondaires et les instituts d’enseignement postsecondaires représentent également des espaces clés de mobilisation, avec plusieurs groupes étudiants participants à des débrayages pour montrer leur solidarité.

### Résistances internationales
En janvier 2019, une intervention armée de la GRC sur le site Unist’ot’en, placé en territoire Wet’suwet’en et le long du tracé du gazoduc, déclenche une vague d’indignation nationale. Lors de cette intervention qui visait à faciliter la construction du projet de pipeline CGL, une vingtaine de Wet’suwet’en sont arrêtés, un feu sacré est étouffé et écrasé, des robes rouges représentant l’Enquête nationale sur les femmes et les filles autochtones disparues et assassinées sont souillées. La GRC formule à cette occasion l’interdiction des médias de pénétrer à proximité du chantier de construction.
À la suite de ces événements, les chefs héréditaires ont lancé un appel à la solidarité internationale, du 7 au 12 janvier, dans 70 villes du monde. Le chef héréditaire Na'moks et Freda Huson, porte-parole et résidente du campement Unist'ot'en, sont intervenus lors d’une réunion de l’Instance permanente des Nations-Unies à New York: ils ont avancé que leurs droits humains se sont trouvés violés, notamment par la construction de GCL au sein de leur territoire. Dans ce contexte, le Comité pour l’élimination de la discrimination raciale de l’Organisation des Nations unies a fermement demandé au gouvernement fédéral de retirer ses forces armées, de sorte à libérer les terres occupées. Selon ce comité, le droit à un consentement libre et éclairé au sujet des projets de ressources, qui fait partie intégrante de la Déclaration des Nations Unies sur le droit des Peuples autochtones (DNUDPA), n’a pas été respecté. Le Canada et la Colombie-Britannique ont ratifié cette déclaration – sans toutefois l’incorporer à un texte de loi.
Le soutien international à la résistance wet’suwet’en a pour corollaire une répression sans précédent du mouvement, d’après les Wet’suwet’en qui ont pourtant résisté à plusieurs projets de pipeline dans le passé: ceux-ci se plaignent d’un harcèlement et d’une surveillance constante de la GRC, alors que TransCanada a procédé à la destruction d’une aire de territoire, notamment pour la construction de logements pour 400 travailleurs recrutés pour CGL.

### Modes de résistance principaux du mouvement
À la suite d’une intervention de la GRC au point d’accès de Gidimt’en le 7 janvier 2020, les chefs héréditaires wet’suwet’en ont invité leurs sympathisant.es à participer à une journée internationale de solidarité le lendemain. L’appel à fermer le Canada (« #ShutDownCanada ») a été accueilli par des mobilisations dans plus de 60 villes à travers le Canada et les États-Unis. Depuis lors et jusqu’au mois de mars 2020, la solidarité s’est renforcée et les rassemblements en soutien des Wet’suwet’en ont continué. Les actions de résistance ont été diverses.

#### Modes de résistance matériels
Blocus d'infrastructure : À travers le Canada, des communautés de Premières Nations ont démontré leur solidarité avec les chefs héréditaires wet’suwet’en en instaurant des campements tout au long du chemin de fer nationaux du Canada (CN), menant à la suspension de la plupart des services CN entre le 13 février et le 3 mars 2020. Les blocus initiaux sur la ligne de Québec à Windsor étaient organisés par les communautés Mohawk de Tyendinaga en Ontario et de Kahnawake au Québec. Le trafic portuaire maritime a aussi été affecté lorsque des manifestations ont bloqué l’accès aux terminaux à Halifax, Montréal et Vancouver.
Occupations : Les organisations comme Indigenous Youth and Allies for Wet’suwet’en ont organisé des longs sit-ins au sein les lieux politiques importants, incluant le bureau du ministre de la Justice David Lametti, le bureau du premier ministre Justin Trudeau et l'Assemblée législative de la Colombie-Britannique.

#### Modes de résistance en ligne
Site web : Le cœur du mouvement sur internet se trouve sur le site web www.unistoten.camp. Les organisateurs du mouvement y ont mis une boite à outils à disposition de leurs allié.es ainsi qu’un formulaire d’inscription pour les gens souhaitant rendre visite sur le territoire Unist’ot’en, parmi d’autres ressources.
Réseaux sociaux : Le réseau social Facebook est un outil de mobilisation important pour le mouvement. La page Wet'suwet'en Access Point on Gidimt'en Territory (comptant plus de 43 000 mentions « J’aime » au début du mois d’avril 2020) est utilisé pour partager des messages en direct des chefs héréditaires wet’suwet’en et le réseau d’allié.es sous forme de vidéos, diffusions en direct et d’autres médias. Cette page même a utilisé la fonctionnalité évènement pour lancer son appel initial de solidarité. D’autres groupes Facebook ont été créés pour partager les nouvelles relatives au mouvement, tels que le groupe We Support the Unist'ot'en and the Wet'suwet'en Grassroots Movement avec plus de 20 000 membres. Sur d’autres réseaux comme Twitter et Instagram, les hashtags #WetsuwetenStrong, #IStandWithWetsuweten suivaient des tendances importantes.

#### Mixtes
Art : L’art a contribué au renforcement du mouvement Wet’suwet’en Strong. Le court-métrage INVASION par les cinéastes canadiens Michael Toledano, Sam Vinal et Franklin Lopez a été visionné plus de 56 000 fois sur YouTube et apparaît sur le site web des Unis’to’ten. Le film a été projeté lors d'événements à travers le Canada et a contribué à la propagation du mouvement. En plus de leur rôle dans le partage d’informations, les artistes se sont mobilisés pour apporter du soutien financier au mouvement. À Montréal, un spectacle mettant en vedette des artistes tels que Élisapie et Jeremy Dutcher a eu lieu pour récolter des fonds. Des artistes visuels ont aussi contribué en créant des graphiques informatiques et symboliques pour le mouvement (voir le Onaman Collective). Tout comme dans d’autres mouvements autochtones, les personnes LGBT, bi-spirituelles, autochtones et transgenres représentent des militants de première ligne, participant à la défense de la souveraineté et protection de la terre à travers leur art.

### Héritage et enseignements à tirer du mouvement Idle No More
Les stratégies du mouvement Wet’suwet’en Strong se distinguent des autres grands mouvements autochtones du passé, notamment Idle No More, en atteignant des niveaux de solidarité et de perturbation nationale sans précédent.
Selon The Tyee (en), le succès relatif du mouvement est dû à des efforts délibérés d’inclure des allié.es non autochtones via des formes d’action dévastatrices sur le plan économique. Il est fort possible qu’un grand nombre de ces alliés avaient appuyé le mouvement national Idle No More quelques années auparavant, qui était aussi considéré comme un mouvement inclusif. Cependant, une différence majeure entre ces deux mouvements est le recours immédiat des chefs héréditaires wet’suwet’en aux formes d’action visant la perturbation économique. Ceci a été principalement atteint par les barrages ferroviaires, entraînant la suspension de la circulation des personnes et des marchandises.
La présence virtuelle du mouvement a aussi contribué à leur élan. En effectuant des recherches pour leur ouvrage Policing Indigenous Movements, les professeurs Andrew Crosby et Jeffrey Monaghan de l’Université Carleton ont découvert un rapport du Centre des opérations du gouvernement (COG) qui identifiait un des chefs unist’ot’en comme un(e) « extrémiste autochtone » (traduction libre) et anticipait l’effet de ricochet que pourrait avoir les manifestations des Wet’suwet’en. Ces chercheurs ont déclaré à APTN News qu’il était fort probable que le COG essaierait de contrôler le discours public concernant le mouvement afin de discréditer celui-ci. En accédant aux médias sociaux pour communiquer avec leurs alliés directement, les chefs héréditaires wet’suwet’en ont pu maintenir l’intégrité et la cohésion de leur mouvement alors que celui-ci grandit et bénéficié d’un soutien important auprès de la population. Les sondages effectués par la firme de recherche Ipsos ont ainsi montré que le niveau d’opposition au mouvement Wet’suwet’en est moins fort qu’était l’opposition à Idle No More.
Un autre facteur dans la croissance et persistance du mouvement est l’accent sur la solidarité. L’appel initial de solidarité par le camp Unist’ot’en a encouragé des manifestations à travers le Canada. Malgré cette propagation, le mouvement a retenu son agenda original. Le mouvement a largement évité la “convergence des luttes” critiquée notamment par les auteur.es français.es Assa Traoré et Geoffroy de Lasagnerie. En développant des alliances plutôt qu’en cherchant une convergence, le mouvement a attiré l’attention du public sur les enjeux auxquels les populations autochtones font face, tels que la crise des femmes et filles autochtones disparues et assassinées.